# Evangelische Kirche Bergkirchen (Bad Oeynhausen)

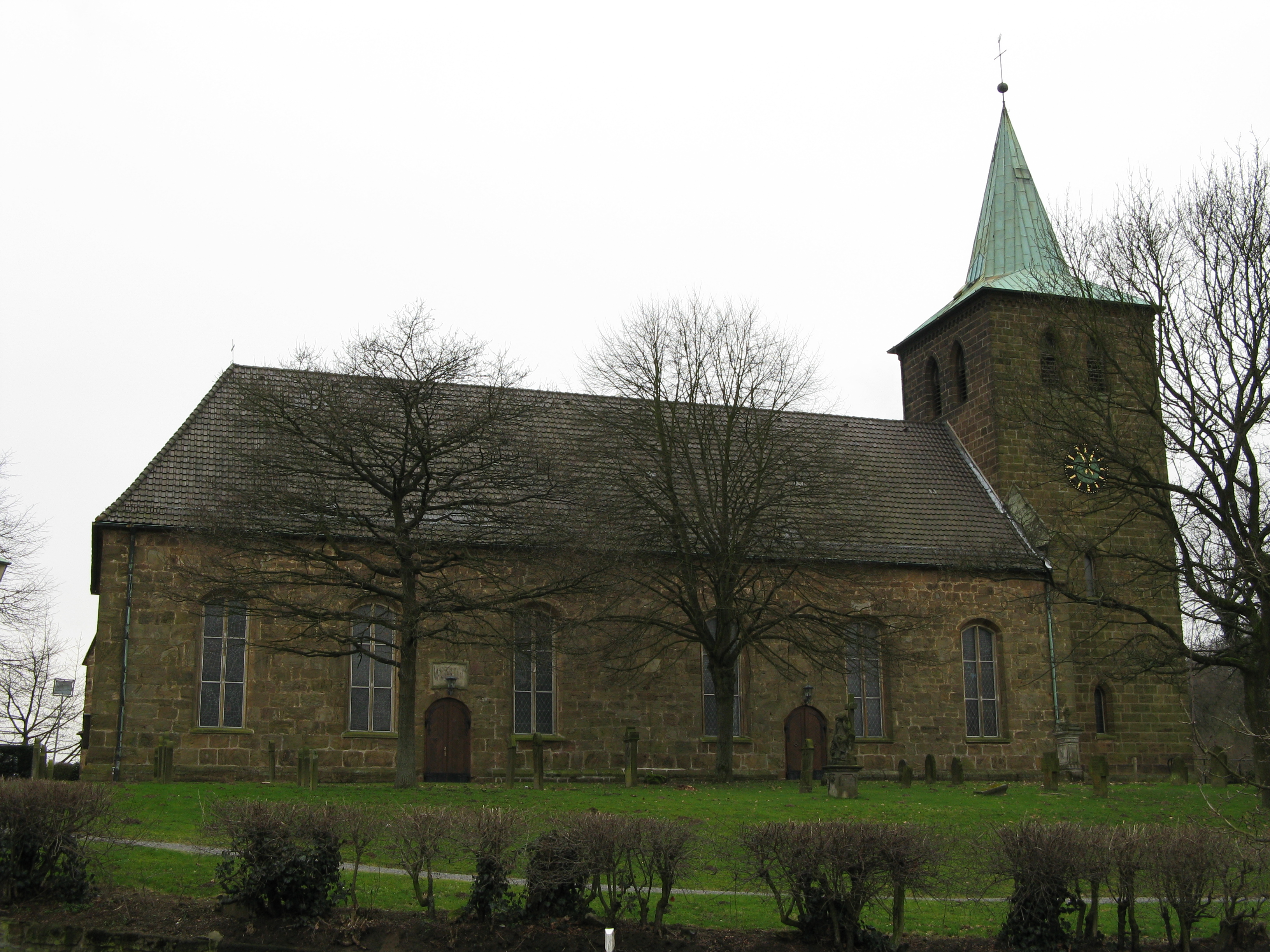
Evangelische Kirche zu Bergkirchen (Nordseite)

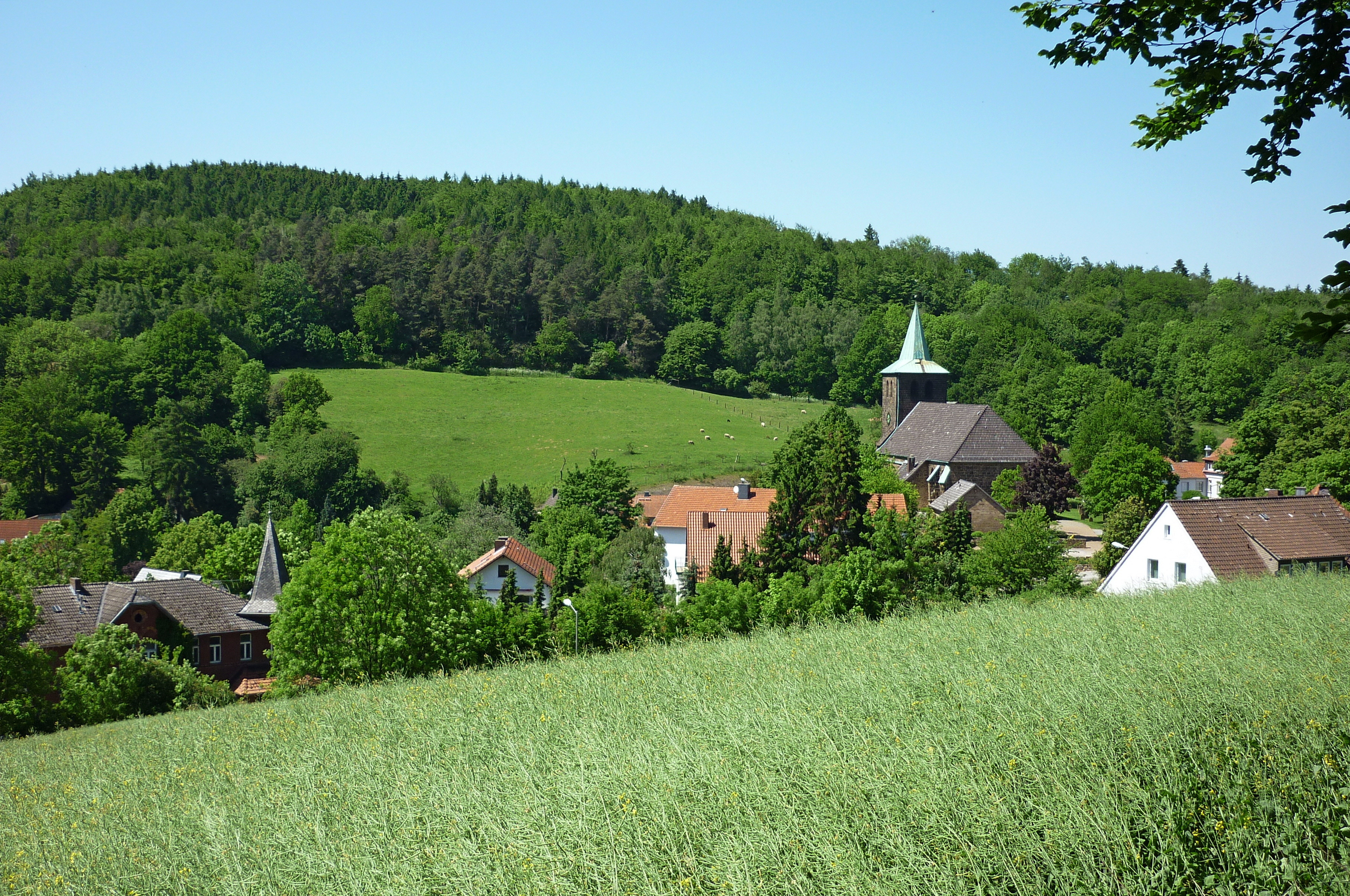
Blick auf die Kirche

Die Evangelische Kirche St. Nikolaus zu Bergkirchen gehört zur evangelisch-lutherischen Gemeinde von Bad Oeynhausen-Bergkirchen (Kreis Minden-Lübbecke). Östlich der Kirche befindet sich die Wittekindsquelle, eine der drei „Wittekindsquellen“, die jede für sich beanspruchen, Ort des „Wittekind-Quellwunders“ gewesen zu sein.

## Geschichte

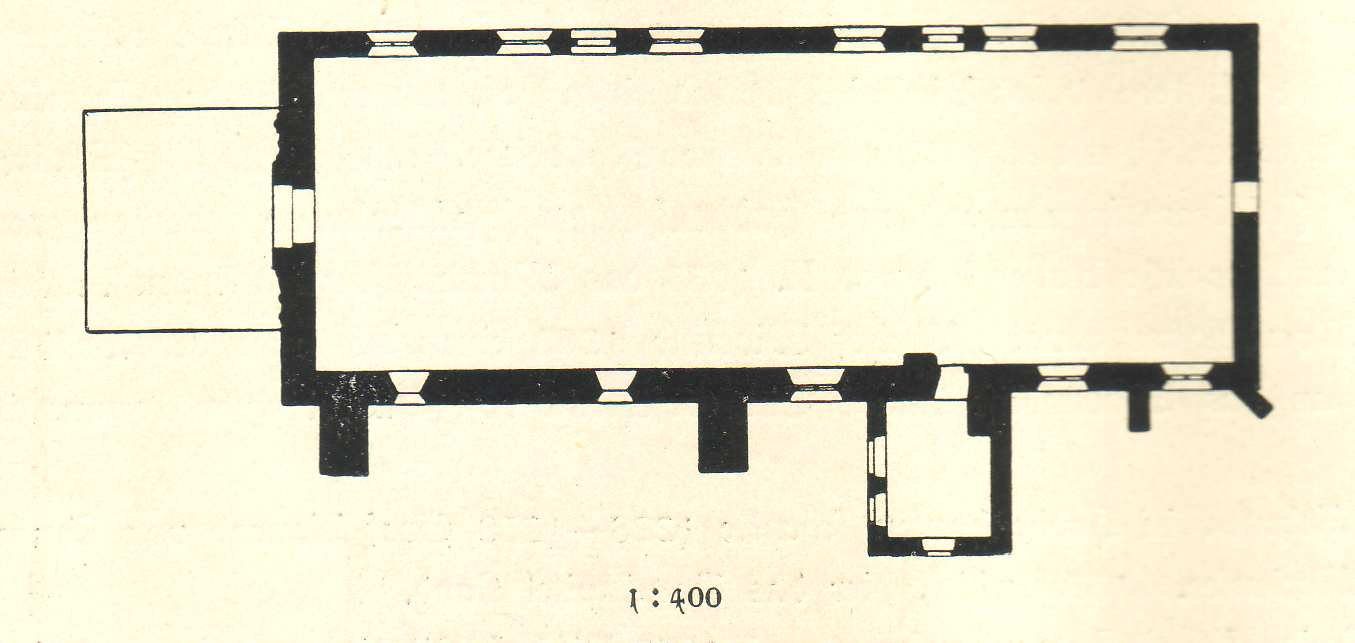
Grundriss

Der Geschichtsschreiber Heinrich von Herford berichtet, Papst Leo III. habe die Kirche 799 geweiht. Noch Werner Rolevinck sprach 1474 davon, in der Nikolauskirche befinde sich eine Quelle klaren Wassers sowie eine von Leo geschenkte kleine Glocke.
Der heutige Saalbau enthält als ältesten Bestandteil in seiner Südwand romanisches Mauerwerk. 1967 fand anlässlich von Heizungsarbeiten eine archäologische Untersuchung der Baugeschichte statt, bei der ein Vorgängerbau der romanischen Kirche nachgewiesen werden konnte. Der romanische Bau selber wurde auf 1200 datiert. Dessen südliche Wand ist in ganzer Länge und in voller Höhe erhalten. Zwei westliche romanische Rundbogenfenster sind noch vorhanden, jedoch in späterer Zeit nach unten verlängert worden.
Im 14. Jahrhundert wurde anstelle der romanischen Apsis ein gotischer Chor angebaut. In spätgotischer Zeit wurden dem Langhaus an der Nord- und Südseite massive Strebepfeiler vorgelegt, um dem Gewölbeschub zu begegnen. 1752 wurde die gesamte Nordwand der Kirche um drei Meter hinausgeschoben, eine gerade Ostwand errichtet und eine Flachdecke eingezogen. Mitte des 19. Jahrhunderts wurde die Westwand erneuert und der romanische Turm durch einen Neubau ersetzt.

## Kirchengemeinde

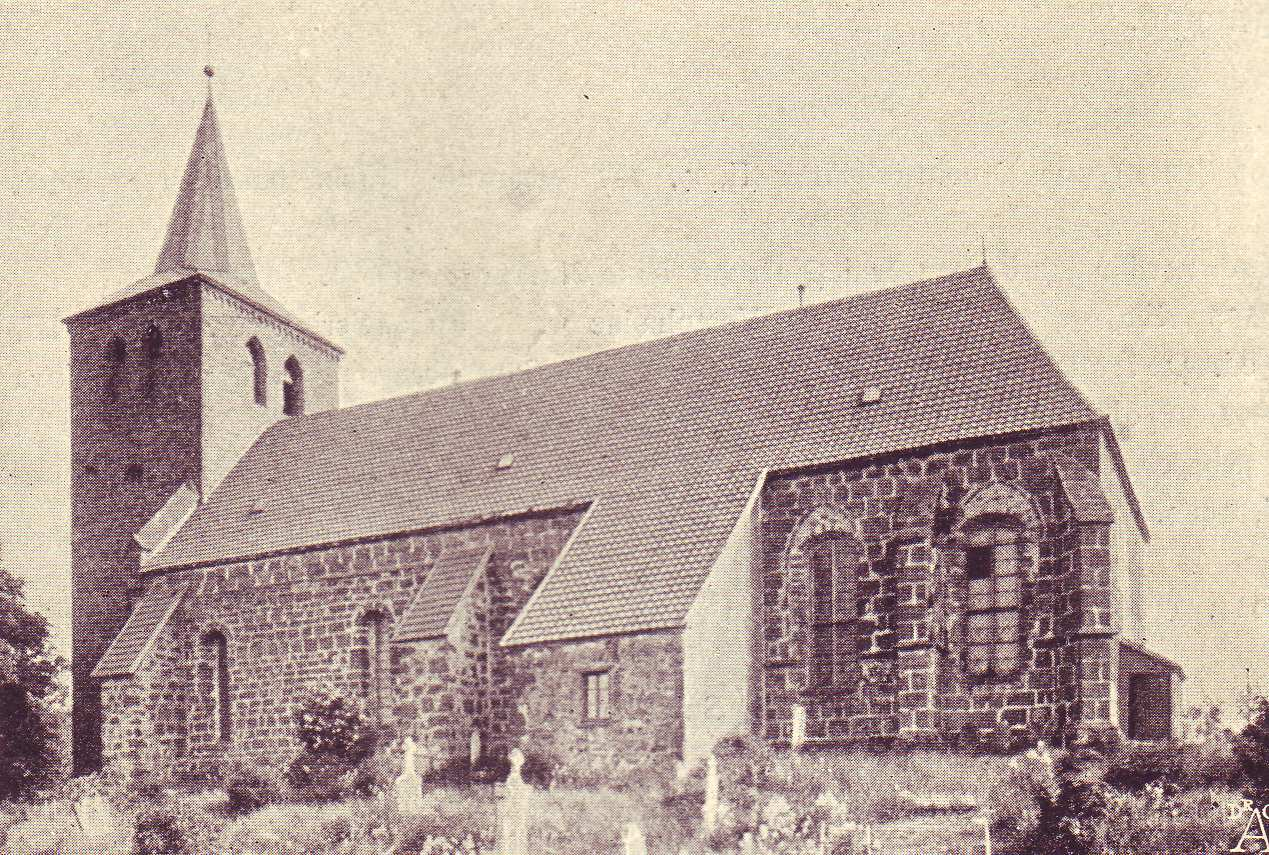
Die Kirche 1902

Die Kirchengemeinde Bergkirchen umfasst die Orte Wulferdingsen und Bergkirchen, allerdings einschließlich der administrativ zu Volmerdingsen gehörenden Bereiche Bergkirchens. Als einzige Kirchengemeinde auf dem Gebiet der Stadt Bad Oeynhausen gehört sie zum Kirchenkreis Minden. 
Mit der Einweihung der Kirche in Oberlübbe im Jahr 1913 wurde der ehemalige II. Pfarrbezirk der Kirchengemeinde Bergkirchen selbstständiger, jedoch gehörten die Ortsteile Rothenuffeln, Haddenhausen, Oberlübbe und Unterlübbe der heutigen Gemeinde Hille bis zum Jahre 1972 zur Kirchengemeinde Bergkirchen, bevor sie offiziell ausgepfarrt wurden. Im Jahr 1972 wurde die Kirchengemeinde Bergkirchen in zwei eigenständige Gemeinden aufgeteilt. Die ehemaligen Pfarrbezirke II. und III. bilden seitdem die Ev. – Luth. Kirchengemeinde Oberlübbe – Rothenuffeln. Allerdings blieb die Verbindung des Pfarrbezirks Rothenuffeln – Haddenhausen zur Kirchengemeinde in Bergkirchen in der Wahrnehmung der Gemeindeglieder des 2. Pfarrbezirks enger als die zwischen den beiden Pfarrbezirken der neu gebildeten Kirchengemeinde. Seither hat das Kirchspiel Bergkirchen den heutigen territorialen Umfang. Die meisten Einwohner Wulferdingsens (inkl. Bergkirchen) gehören der Evangelisch-Lutherischen Kirchengemeinde Bergkirchen an. Im Rahmen Kirchengemeinde ist der CVJM Bergkirchen organisiert, der sich u. a. seit mehreren Jahren in einer Theater-Laienspielgruppe engagiert.
Die Kirchengemeinde unterhält in Bergkirchen ein Gemeindehaus.
Die Gemeinde unterhält Partnerschaften mit Mwangoi in Tansania und Ribnita in Moldawien.

## Wittekindsquelle

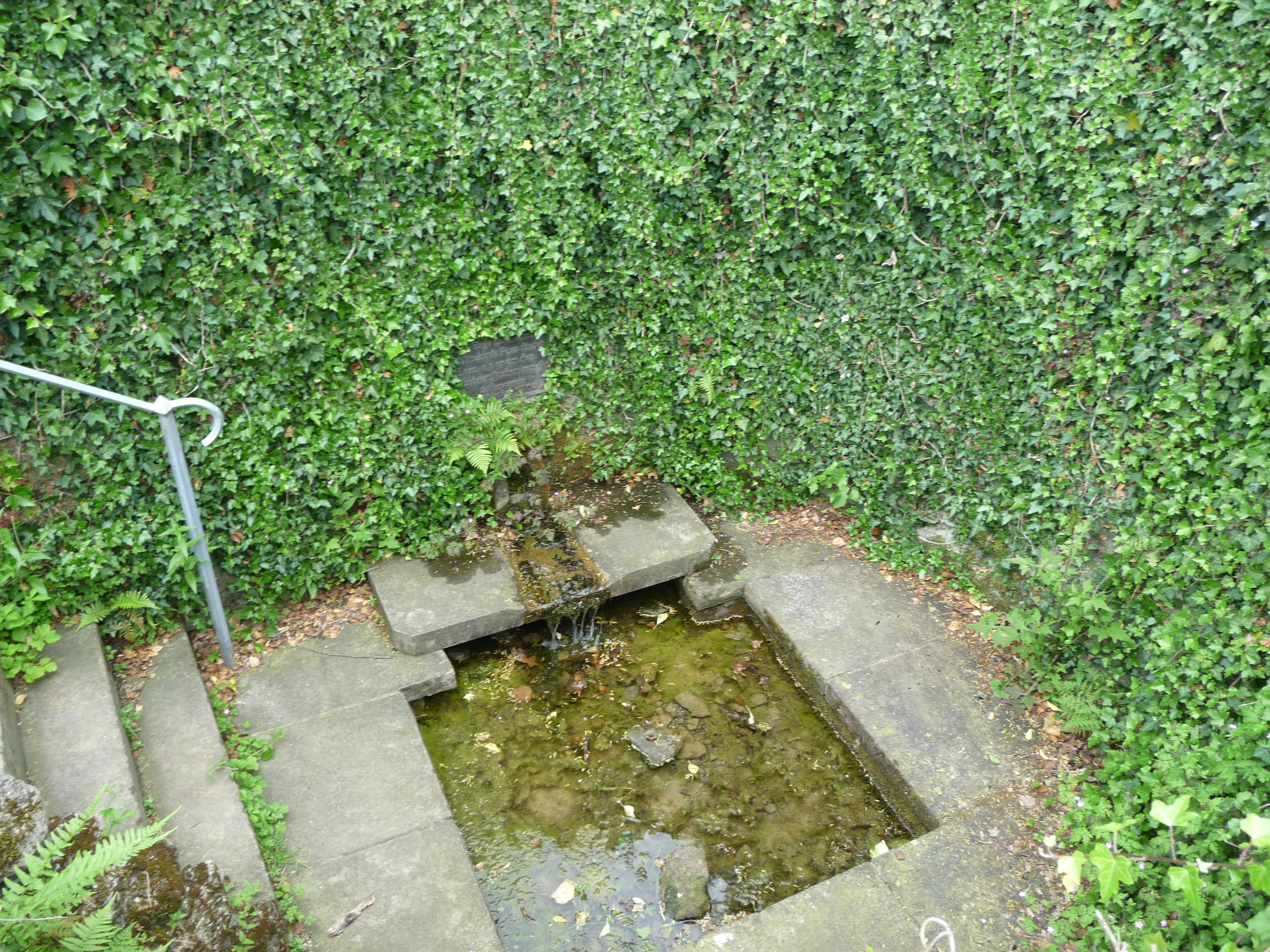
Die Wittekindsquelle

Südwestlich des Kirchturms befindet sich auf dem Kirchengelände die sogenannte Wittekindsquelle, vermuteter Ort eines mittelalterlich-sächsischen Quellheiligtums und sagenhafte Stelle des Quellwunders, das die Überlieferung dem mittelalterlichen Sachsenherzog Widukind zuschreibt. Diese Begebenheit ist in dem Wittekinddenkmal dargestellt, das auf dem Herforder Wilhelmsplatz steht.
Der ihr entspringende Bergkirchener Bach fließt über den Wulferdingser Bach (Kaarbach) der unteren Werre zu.